# Armonia (Baldung)
Armonia (in tedesco Die Jugend; in spagnolo Armonía), anche noto come Le tre Grazie (in tedesco Die drei Grazien; in spagnolo Las Tres Gracias), è un olio su tavola dipinto tra il 1541 e il 1544 dall'artista tedesco Hans Baldung e conservato al museo del Prado.

## Storia e descrizione
L'opera, di formato verticale e a grandezza quasi naturale, è un dipinto allegorico che fa coppia con l'opera Le tre età dell'uomo e la Morte. Sul retro di quest'opera c'era un'iscrizione in latino, poi perduta, che informava che si trattava di un regalo del conte Federico de Solms a Giovanni de Ligne, duca di Brabante, nella città di Francoforte, il 23 gennaio del 1547. In seguito entrambe le opere furono acquistate dal re Filippo II. Nel 1814 si trovavano al palazzo reale, dal quale furono poi trasferite al museo del Prado. Nel 2022, entrambe le opere furono restaurate e si poté recuperare la colorazione originale, oscurata per decenni da strati ossidati di vernice.
Probabilmente il contenuto allegorico e moralizzante della composizione è un contrasto tra la pienezza della vita, che in questa tavola è rappresentata dalla beltà, simboleggiata da quelle che probabilmente sono le tre Grazie, e dall'armonia, alla quale alludono gli spartiti e gli strumenti, e la brevità della vita e del piacere di fronte all'inevitabile declino e alla morte, rappresentato nella tavola sulle età dell'uomo. Ricollegandosi al tema della morte, nel 2024 Rafael Zafra Molina ha avanzato un'ipotesi secondo la quale le tre figure femminili non sarebbero le Grazie, bensì le Parche.
Tre donne a figura intera, spesso identificate con le Grazie, si trovano in primo piano: quella di sinistra sta leggendo un libro di musica, mentre le altre due rivolgono il proprio sguardo verso destra. Le accompagnano tre amorini, quello in primo piano seduto, con uno spartito musicale e un cigno, un uccello associato dall'antichità alla musica e all'amore. Gli strumenti a corde (il liuto nella mano della giovane a destra, la viola per terra) alludono all'armonia con la natura, ma il serpente che si avvolge sull'alloro, il simbolo cristiano del peccato originale, ricorda che nulla nel mondo terreno può essere goduto pienamente, dato che il male è sempre in agguato.